# Sambi (Sambirejo)
Sambi is een bestuurslaag in het regentschapSragen van de provincie Midden-Java, Indonesië. Sambi telt 4995 inwoners (volkstelling 2010).